# إدوارد زيمكوفياك
إدوارد زيمكوفياك (بالبولندية: Edward Szymkowiak) هو لاعب كرة قدم ومدرب كرة قدم بولندي في مركز حراسة المرمى، ولد في 13 فبراير 1932 في Szopienice ‏ في بولندا، وتوفي في 28 يناير 1990 في بيطوم في بولندا. شارك مع منتخب بولندا لكرة القدم. أما مع النوادي، فقد لعب مع رتش شوروزو وليغيا وارسو.

## وصلات خارجية
- إدوارد زيمكوفياك على موقع الاتحاد الدولي (مؤرشف)  (الإنجليزية)
- إدوارد زيمكوفياك على موقع قاعدة بيانات كرة القدم.إي يو (الإنجليزية)
- إدوارد زيمكوفياك على موقع ناشيونال فوتبول تيمز (الإنجليزية)
- إدوارد زيمكوفياك على موقع أوليمبيديا (الإنجليزية)